# Wydział Ekonomii Akademii Rolniczej w Krakowie
Wydział Ekonomii Akademii Rolniczej im. Hugona Kołłątaja w Krakowie – nieistniejąca jednostka Akademii Rolniczej  w Krakowie z siedzibą w Rzeszowie, funkcjonująca i rozwijająca się pod różnymi nazwami od 1973 r., wyłączona z Uczelni w 2001 r., stała się częścią powołanego w tym roku Uniwersytetu Rzeszowskiego.

## Historia
Wydział powstał w 1973 r. jako Zamiejscowy Wydział Ekonomiki Produkcji i Obrotu Rolnego na bazie punktów konsultacyjnych Wydziału Rolniczego AR w Krakowie - Punkt Konsultacyjny w Łańcucie (1963) i Oddziału Geodezji Urządzeń Rolnych - Punkt Konsultacyjny w Rzeszowie (1968). W 1979 roku na Zamiejscowym Wydziale Ekonomiki Produkcji i Obrotu Rolnego utworzono także Oddział Rolniczy.

W 1987 r. jednostka została przekształcona w Filię Akademii Rolniczej w Krakowie z siedzibą w Rzeszowie. W jej skład weszły dwa wydziały: Ekonomiki Produkcji Rolniczej oraz Technologii Obrotu Surowcami i Produktami Rolniczymi. Kolejne lata istnienia przyniosły zmiany strukturalne i dalszy rozwój. W 1992 roku Wydział Technologii Obrotu Surowcami i Produktami Rolniczymi przemianowano na Wydział Handlu i Spółdzielczości Wiejskiej. Rok później doszło do połączenia dwóch głównych składowych jednostek rzeszowskiej Filii w jeden Wydział Ekonomii. Ostatnią zmianą była likwidacja samodzielności Filii w 1997 roku i pozostawienie nazwy Wydział Ekonomii Akademii Rolniczej w Krakowie z siedzibą w Rzeszowie.

Funkcjonował on do 2001 r., kiedy został wyłączony z Akademii Rolniczej i stał się składową częścią nowo utworzonego Uniwersytetu Rzeszowskiego.

Celem powołania jednostki było kształcenie studentów w systemie stacjonarnym i zaocznym oraz podjęcie badań naukowych na rzecz regionu rzeszowskiego.

W okresie prawie 30 lat funkcjonowania dyplom ukończenia studiów uzyskało łącznie 6399 osób. W ostatnim roku na Wydziale Ekonomii studiowało 2397 osób (ok. 21% studentów Akademii Rolniczej w Krakowie) - 1452 na dziennych i 945 na studiach zaocznych.

## Struktura i rozwój
W latach 1973–1979 r. istniały dwa instytuty:
- Instytut Podstaw Produkcji i Technologii Rolniczej z 8 zespołami: chemii ogólna, maszynoznawstwa rolnicze, technologii produkcji rolniczej, technologii produkcji zwierzęcej, chemizacji produkcji roślinnej, paszoznawstwa, przetwórstwa produktów rolnych, towaroznawstwa produkcji rolniczej.
- Instytut Ekonomiki Rolnictwa i Organizacji Handlu Wiejskiego z 9 zespołami: propedeutyki spółdzielczości, prawa, statystyki ekonomiczna, matematyki, ekonomiki i organizacji przedsiębiorstw spółdzielczych, ekonomiki produkcji rolniczej, organizacji i techniki handlu wiejskiego, rachunkowości i finansowania przedsiębiorstw spółdzielczych.
 W 1979 roku z części zespołów utworzono Oddział Rolniczy.

W latach 1987–1993 Filia Akademii Rolniczej z dwoma wydziałami:
- Wydział Ekonomiki i Produkcji Rolniczej z 2 katedrami: Technologii Produkcji Rolniczej, Ekonomiki Produkcji Rolniczej,
- Wydział Technologii Obrotu Surowcami i Produktami Rolniczymi (od 1992 r. Wydział Handlu i Spółdzielczości Wiejskiej) z dwoma Zakładami: Ekonomiki i Organizacja Handlu Wiejskiego, Technologii Obrotu Surowcami i Produktami Rolniczymi.

W 1993-2001 Wydział Ekonomii początkowo w ramach Filii, a od 1997 do 2001 jako samodzielna jednostka.
Struktura w ostatnim roku funkcjonowania (2000/2001): 5 katedr i 4 zakłady:
- Katedra Agromarketingu (kierownik prof. dr hab. Sylwester Makarski),
- Katedra Technologii Produkcji Zwierzęcej (kierownik prof. dr hab. Maria Ruda),
- Katedra Produkcji Roślinnej (kierownik prof. dr hab. Dorota Bobrecka-Jamro),
- Katedra Agroekologii (kierownik prof. dr hab. Czesław Trąba),
- Katedra Przetwórstwa i Towaroznawstwa Rolniczego (kierownik prof. dr hab. Marek Zin),
- Zakład Mechanizacji Rolnictwa (kierownik dr hab. Stanisław Sosnowski),
- Zakład Ekonomii (kierownik dr. hab. Adam Czudec),
- Zakład Organizacji Produkcji Rolniczej (kierownik dr hab. Maria Mora),
- Przyrodniczych Podstaw Produkcji Rolniczej (kierownik prof. dr hab. Maria Droba),
- Biblioteka Wydziału Ekonomii,
- Studium Języków Obcych,
- Studium Wychowania Fizycznego,
- Zespół Szkolenia Praktycznego,
- Stacja Doświadczalna Kat. Produkcji Rolniczej w Krasnem.

| Rok  | Liczba nauczycieli akademickich | Samodzielni prac. naukowych |
| ---- | ------------------------------- | --------------------------- |
| 1973 | 21                              |                             |
| 1978 | 64                              | 7                           |
| 2001 | 140                             | 13                          |

## Kierunki studiów
W latach istnienia Zamiejscowego Wydziału Ekonomiki Produkcji i Obrotu Rolnego, Filii AR w Rzeszowie oraz Wydziału Ekonomii (1973-2001) studenci byli kształceni w czterech specjalnościach:
- handel i spółdzielczość,
- ekonomika produkcji rolniczej,
- gospodarstwo wiejskie,
- spółdzielczość w agrobiznesie.

## Władze

### Zamiejscowy Wydział Ekonomiki Produkcji i Obrotu Rolnego
Dziekani:
- Doc. dr hab. Zenon Żiżka (1973/74),
- Doc. dr hab. Eugeniusz Machowski (1974/75-1986/87).

### Filia Akademii Rolniczej w Krakowie z siedzibą w Rzeszowie
Prorektorzy ds. Filii Akademii Rolniczej w Rzeszowie:
- Doc. dr hab. Eugeniusz Machowski (1987/88-1989/90),
- Doc. dr hab. Marek Zin (1990/91-1995/96),
- Doc. dr hab. Maria Mora (1996/97).

#### Wydział Ekonomiki i Produkcji Rolniczej
Dziekani
- Doc. dr hab. Jan Pyzik (1987/88-1988/89),
- Prof. dr. hab. Kazimierz Zabierowski (1989/90),
- Prof. dr. hab. Maria Radomska (1990/91-1992/93).

#### Wydział Technologii Obrotu Surowcami i Produktami Rolniczymi (od 1992 r. Wydział Handlu i Spółdzielczości Wiejskiej)
Dziekani
- doc. dr hab. Władysław Dubiel (1987/88-1989/90),
- doc. dr hab. Maria Mora (1990/91-1992/93).

### Wydział Ekonomii
Dziekani
- doc. dr hab. Maria Mora (1993/94-1996/97),
- doc. dr hab. Adam Czudec (1996/97-2000/2001)[2].